# Mario Moreno Burgos
Mario Eduardo Moreno Burgos (Santiago, 31 de diciembre de 1935-Ibidem, 2 de marzo de 2005), apodado Superclase, fue un futbolista profesional chileno que jugaba de puntero.

## Trayectoria
Llegó a Colo-Colo con 13 años de edad a la Primera Infantil como centrodelantero. En juvenil fue punta de lanza, marcó 18 goles en 18 partidos jugados, y pasó a la Cuarta Especial de donde fue ascendido a la primera división.
Como integrante de Colo-Colo, entre los años 1955 y 1967, ganó varios títulos del torneo nacional chileno.
Se retiró el año 1970 jugando en el club Antofagasta Portuario, hoy Deportes Antofagasta.
Una vez dejó la práctica activa, se dedicó a entrenar y formar menores trabajando en las divisiones inferiores de Unión Española, de Magallanes, de Audax Italiano y de Colo-Colo. También a nivel de selección nacional dirigió la sub-16 que compitió el Campeonato Sudamericano en 1988.
En otras actividades, fue uno de los fundadores del primer sindicato de jugadores de Chile (SIFUP) junto a Hugo Lepe. Debido a esto, tuvo que retirarse ante un boicot de su club y le fue imposible jugar en otros clubes nacionales.
En 1973, años después de haber vestido la roja de la selección chilena, fue uno de los tantos chilenos que ocuparon las graderías del Estadio Nacional en calidad de detenidos por la dictadura militar que puso fin al gobierno de Salvador Allende. Obtuvo su libertad al ser rescatado gracias a gestiones de Francisco “Chamaco” Valdés.
Falleció de cáncer a la edad de 69 años. Alberto Fouillioux, su compañero en el equipo que obtuvo el tercer lugar en la Copa del Mundo que se realizó en Chile, lamentó profundamente su pérdida y lo recordó con gran admiración. Decía Tito Fouillioux: «Se me viene de inmediato a la mente su apodo el "súper clase". Fue el puntero chileno más parecido a Garrincha. Cada centro suyo era riesgo de gol. Tenía una generosidad notable en la cancha y fuera de ella».

## Selección nacional
Formó parte de la selección nacional de 1962, la cual obtuvo el tercer lugar en la Copa del Mundo.

### Participaciones en Copas del Mundo
| Mundial                        | Sede  | Resultado | PJ | Goles |
| ------------------------------ | ----- | --------- | -- | ----- |
| Copa Mundial de Fútbol de 1962 | Chile | 3° Lugar  | 1  | 0     |

#### Participaciones en Copa América
| Copa              | Sede      | Resultado | Partidos | Goles |
| ----------------- | --------- | --------- | -------- | ----- |
| Copa América 1959 | Argentina | Quinto    | 4        | 2     |

## Clubes
| Club                  | País  | Año       |
| --------------------- | ----- | --------- |
| Colo-Colo             | Chile | 1955-1967 |
| Antofagasta Portuario | Chile | 1970      |

## Palmarés

### Torneos nacionales
| Título           | Club      | País  | Año  |
| ---------------- | --------- | ----- | ---- |
| Primera División | Colo-Colo | Chile | 1956 |
| Copa Chile       | Colo-Colo | Chile | 1958 |
| Primera División | Colo-Colo | Chile | 1960 |
| Primera División | Colo-Colo | Chile | 1963 |

### Torneos internacionales
| Título                       | Equipo             | Sede  | Año  |
| ---------------------------- | ------------------ | ----- | ---- |
| 3.er lugar Copa Mundial 1962 | Selección de Chile | Chile | 1962 |

### Capitán de Colo-Colo
| Predecesor: Misael Escuti | Capitán de Colo-Colo 1965-1967 | Sucesor: Humberto Cruz |